# Acanthormius malayensis
Acanthormius malayensis är en stekelart som beskrevs av Watanabe 1968. Acanthormius malayensis ingår i släktet Acanthormius och familjen bracksteklar. Inga underarter finns listade i Catalogue of Life.